# Lienardia gaidei
Lienardia gaidei é uma espécie de gastrópode do gênero Lienardia, pertencente a família Clathurellidae.